# 冨山房
有限会社冨山房（ふざんぼう）は、1886年（明治19年）設立の日本の出版社。戦前は博文館とともに大手出版社の1つだった。

## 沿革
- 1886年3月1日、東洋館で修業した坂本嘉治馬が設立
- 1920年、内外印刷株式会社を設立
- 1929年、坂本の出身地に私立坂本図書館（現、宿毛市立坂本図書館）を設立[1]
- 1937年、財団法人坂本報效会を設立
- 1993年、株式会社冨山房インターナショナルを設立
- 2005年、内外印刷株式会社を冨山房インターナショナルが吸収（現、京都印刷営業所・京都工場）

## 主な出版物

### 児童書
近年の冨山房の出版事業は、児童書が中心となっている。なお、児童書は系列会社の「冨山房インターナショナル」（後述）でも出版している。
- 絵本
  - 「がちょうのペチューニア」ロジャー・デュボワザン作 まつおかきょうこ訳 ISBN 978-4-572-00365-2
  - 「うっかりまじょと ちちんぷい」ヌリット・カーリン作 小杉佐恵子訳 ISBN 4-572-00299-1
- 読物
- 詩
- 参考図書

### 辞書
冨山房は、明治、大正期において、三省堂、博文館と並ぶ、代表的な辞書出版社であったが、近年は評価の高い辞書のみ、当時のままに発行を続けている。
- 大言海 - 大槻文彦
- 大日本地名辞書 - 吉田東伍
- 大日本讀史地図 - 吉田東伍・蘆田伊人
- 詳解漢和大字典 - 服部宇之吉・小柳司気太
- 大系漢字明解 - 高田忠周
- 双解英和辞典 - 斉藤静（岡倉賞を受賞）
- 英米故事伝説辞典 - 井上義昌

過去に発行していた主な辞書。
- 国民百科大辞典
- 日本家庭大百科事彙
- 修訂 大日本国語辞典 - 上田萬年、松井簡治
- 修訂増補 大英和辞典 - 市河三喜、畦柳都太郎、飯島広三郎
- 仏教大辞彙 - 龍谷大学編纂
- カトリック大辞典 - 上智大学編纂
- 修訂増補版 理科学辞典 - 冨山房辞典編集部
- 邦楽舞踏辞典 - 渥美清太郎
- 外来語辞典 - 荒川惣兵衛（岡倉賞を受賞）

### 一般書籍

#### 「プラトーン全集」
木村鷹太郎訳『プラトーン全集』全11冊、1903年から1911年刊。最初期のプラトン日本語訳。

#### 「漢文大系」
中国古典の注釈書をまとめた叢書。1909年から1916年刊。1974年から1978年再刊。全22冊38書。
安井息軒『論語集説』『管子纂詁』、太田全斎『韓非子翼毳』、焦竑『老子翼』『荘子翼』、竹添井井『春秋左氏会箋』、孫詒譲『墨子閒詁』などからなる。
服部宇之吉・小柳司気太・安井小太郎らが解題を担当している。

#### 「模範家庭文庫」
「日本ではじめて着手された世界家庭文学の古典全書」を主張し、 「説話のおもしろいこと」「文章のやさしいこと」「挿画の多いこと」「装幀の美しいこと」 を特色とし、「家庭に咲出した幸福の花園」「地上に出現したこどもの天国」「大人たちも一緒にたのしめる世界の古典」「家内中が宝物にする善美第一のお伽画本」などの売り文句があった、箱入りかつ天金（上の小口に金箔を張り付ける加工）がほどこされている 豪華な本で、1915年から1933年にかけ刊行され、第一集12冊、第二集12冊の計24冊となっていた。  装幀豪華さ、挿画の重用においても児童書出版の歴史の中に特記され、客間の装飾にも用いられたが、高価であったために購買者層が中流家庭以上に限られた。また文壇作家を登用した点で、のちの「赤い鳥」創刊の先駆けとなった。なお、2023年に「日本童話宝玉集」（上・下）および「世界童話宝玉集」が冨山房インターナショナルにて復刻された。24巻のうち、ファーブルの化学物語は重要な刊行である。

#### 「百科文庫」
新書判の叢書で、1937年10月から1945年10月(120数点)には主に主要な古典文学と随筆のうち、絶版もしくは忘れられがちなものを、1977年8月から1996年6月(50数点)にかけ翻訳古典の新訳や日本の奇特な文学作品を軸に刊行された。また、2025年4月16日に約30年のブランクを経て新刊「イーリアス」(ホメーロス、土井晩翠訳)が上下巻で刊行された。
下記は2期の主な刊行書籍（近代文学のみ）。
- 加藤周一・中村真一郎・福永武彦　『1946・文学的考察』
- 荒正人　『第二の青春・負け犬』
- 斎藤緑雨 『緑雨警語』 中野三敏編注
- 薄田泣菫 『完本　茶話』（上中下）
- 佐藤春夫 『退屈読本』（上下）
- 河上徹太郎・林房雄ほか多数　『近代の超克』

#### その他の翻訳書
- バイロン 『ドン・ジュアン』（上下、小川和夫訳）
- ハリー・ケスラー（英語版）『ワイマル日記』（上下、松本道介訳）など

## 関連会社

### 株式会社 冨山房インターナショナル
1993年に創設した子会社。かつて冨山房から刊行された書籍の復刻を含む出版のほか、印刷、学校内書店経営、学校用品販売なども行う。

#### 書店
- 日本大学文理学部店
東京都世田谷区桜上水3-25-40
- 日本大学櫻丘高等学校店
東京都世田谷区桜上水3-24-22

## その他
- サロンド冨山房FOLIO - 冨山房ビルB1Fで同社が経営している喫茶店。
- 組版のしかたに、冨山房ルールがある。